# Comté de Baker (Floride)
Pour les articles homonymes, voir comté de Baker.
Le comté de Baker est un comté de l'État de Floride aux États-Unis. Lors du recensement de 2020, il comptait 28 259 habitants. Son siège est Macclenny. Le comté a été créé en 1861 et nommé d'après James McNair Baker (en), juge et sénateur des États confédérés d'Amérique. Sa superficie totale est de 1 525 km2, dont 0,62 % (10 km2) sont de l'eau.

## Comtés adjacents
- Comté de Charlton, Géorgie (nord)
- Comté de Ware, Géorgie (nord)
- Comté de Nassau (nord-est)
- Comté de Duval (est)
- Comté de Clay (sud-est)
- Comté de Union (sud)
- Comté de Bradford (sud)
- Comté de Columbia (ouest)
- Comté de Clinch, Géorgie (nord-ouest)

## Principales villes
- Glen St. Mary
- Macclenny

## Démographie
| Groupe            | Comté de Baker | Floride | États-Unis |
| ----------------- | -------------- | ------- | ---------- |
| Blancs            | 83,7           | 75,0    | 72,4       |
| Afro-Américains   | 13,6           | 16,0    | 12,6       |
| Métis             | 1,6            | 2,5     | 2,9        |
| Asiatiques        | 0,5            | 2,4     | 4,8        |
| Autres            | 0,4            | 3,7     | 6,4        |
| Amérindiens       | 0,3            | 0,4     | 0,9        |
| Total             | 100            | 100     | 100        |
|                   |                |         |            |
| Latino-Américains | 1,9            | 22,5    | 16,7       |

Selon l'American Community Survey, en 2010 97,73 % de la population âgée de plus de 5 ans déclare parler l'anglais à la maison, 1,75 % déclare parler l'espagnol, et 0,52 % une autre langue.
| 1870  | 1880  | 1890  | 1900  | 1910  | 1920  |
| ----- | ----- | ----- | ----- | ----- | ----- |
| 1 325 | 2 303 | 3 333 | 4 516 | 4 805 | 5 622 |

| 1930  | 1940  | 1950  | 1960  | 1970  | 1980   |
| ----- | ----- | ----- | ----- | ----- | ------ |
| 6 273 | 6 510 | 6 313 | 7 363 | 9 242 | 15 289 |

| 1990   | 2000   | 2010   | - | - | - |
| ------ | ------ | ------ | - | - | - |
| 18 486 | 22 259 | 27 115 | - | - | - |